# (11339) Orlík
(11339) Orlík ist ein Asteroid des inneren Hauptgürtels, der am 13. November 1996 von den tschechischen Astronomen Miloš Tichý und Zdeněk Moravec am Kleť-Observatorium (IAU-Code 046) bei Český Krumlov entdeckt wurde. Sichtungen des Asteroiden hatte es vorher schon am 31. Oktober 1992 unter der vorläufigen Bezeichnung 1992 UQ10 am Karl-Schwarzschild-Observatorium im Tautenburger Wald gegeben.
Mittlere Sonnenentfernung (große Halbachse), Exzentrizität und Neigung der Bahnebene des Asteroiden entsprechen in etwa der Vesta-Familie, einer großen Gruppe von Asteroiden, benannt nach (4) Vesta, dem zweitgrößten Asteroiden und drittgrößten Himmelskörper des Hauptgürtels.
(11339) Orlík wurde am 9. März 2001 nach der südböhmischen Burg Orlík benannt.